# Территориальная прелатура Яуйос
Территориальная прелатура Яуйос (лат. Territorialis Praelatura Yauyosensis) — территориальная прелатура Римско-Католической церкви с центром в городе Яуйос, Перу. Территориальная прелатура Яуйос входит в митрополию Лимы. Кафедральным собором территориальной прелатуры Яуйос является церковь святого Викентия.

## История
12 апреля 1957 года Римский папа Пий XII издал буллу Expostulanti venerabili, которой учредил территориальную прелатуру Яуйос, выделив её из архиепархии Лимы. 
16 июля 2001 года территориальная прелатура Яуйос передала четыре прихода епархии Чосики.

## Ординарии епархии
- епископ Ignacio María de Orbegozo y Goicoechea (12.04.1957 — 26.04.1968) — назначен епископом Чиклайо
- епископ Luis Sánchez-Moreno Lira (26.04.1968 — 2.03.1996) — назначен архиепископом Арекипы
- епископ Juan Antonio Ugarte Pérez (15.03.1997 — 29.11.2003) — назначен архиепископом Куско
- епископ Ricardo García García (12.10.2004 — по настоящее время)

## Источник
- Annuario Pontificio, Ватикан, 2005